# 竹ノ内洋一郎
竹ノ内 洋一郎（たけのうち よういちろう、1927年12月11日 - ）は、日本の建築家。

## 略歴
- 1952年　日本大学理工学部建築学科卒業
- 1952年-1955年　依田建築設計事務所勤務
- 1955年-1958年　キング設計事務所勤務
- 1958年　竹ノ内・渡辺建築設計事務所開設
- 1963年　竹ノ内建築設計事務所に組織改正
- 1966年-1982年　日本大学生産工学部建築工学科非常勤講師
- 1982年-1988年　日本大学理工学部海洋建築工学科　非常勤講師
- 1993年　竹ノ内設計に名称変更

## 著書
- 家づくりハンドブック　1987年
- 欠陥住宅の見抜き方直し方　2001年

## 代表作
- ホテル南風荘 神奈川県箱根町湯本
- 横浜市教育会館　神奈川県横浜市紅葉坂
- 光照山西徳寺・蓮華堂　東京都台東区竜泉